# XXXXIX Korpus Górski (III Rzesza)
XXXXIX Korpus Górski (niem. XXXXIX. Gebirgs-Armeekorps) – jeden z niemieckich korpusów górskich formowany jako XXXXIX Korpus Armijny, uczestniczył w agresji na państwa bałkańskie i ataku na Związek Radziecki.
Jednostkę rozpoczęto sformować 20 czerwca 1940 roku z zamiarem utworzenia kolejnego korpusu armijnego piechoty. 1 lipca formowanie jednak wstrzymano, aby ostatecznie utworzyć 25 października 1940 roku XXXXIX Korpus Górski. 
Korpus  uczestniczył w 1941 roku w agresji na Bałkany i w ataku na Związek Radziecki, na którego terenie walczył aż do 1944 roku. Razem z Włoskim Korpusem Ekspedycyjnym w Rosji, po walkach przeciw Armii Czerwonej 2 października 1941 roku zdobył ośrodek przemysłowy Stalino. W tym czasie w kadrze oficerskiej Korpusu służył m.in. mjr Heinz Danko Herre którego przeraziły warunki w jakich trzymano jeńców radzieckich. Trzymano ich głodnych, bez kocy i bez pomocy lekarskiej, pomimo że dziesiątkował ich tyfus.
Ciężkie straty poniósł XXXXIX KG w czasie walk z Armią Czerwoną na Krymie. W 1944 roku podlegał 1 Armii (węgierska) i 31 sierpnia 1944 roku składał się z 100 Dywizji Strzelców, 101 Dywizji Strzelców i węgierskiej 13 DP. Wspomniana 1 Armia (węgierska) podlegała dowództwu niemieckiej 1 Armii Pancernej.
Swój szlak bojowy XXXXIX Korpus Górski zakończył w Czechach, w maju 1945 roku oddając się do niewoli Armii Czerwonej.  

## Dowódcy
- gen. Ludwig Kübler 25.10.1940 - 19.12.1941
- gen. Rudolf Konrad[6]. 19.12.1941 - 26.06.1943
- gen. Helge Auleb 26.06.1943 - 15.08.1943
- gen. Rudolf Konrad 15.08.1943 - 15.08.1944
- gen. Friedrich Köchling 15.02.1944 - 15.03.1944
- gen. Rudolf Konrad 15.03.1944 - 10.05.1944
- gen. Walter Hartmann 10.05.1944 - 26.07.1944
- gen. Franz Beyer 26.07.1944 - 4.08.1944
- gen. Walter Hartmann 4.08.1944 - 5.08.1944
- gen. Karl von Le Suire 5.08.1944 - do kapitulacji 8 maja 1945[7]

## Struktura organizacyjna
Skład 25 września 1945:
- 97 Dywizja Strzelców
- 101 Dywizja Strzelców
- 254 Dywizja Piechoty
- 1 Dywizja Narciarska + 2 DRez (węgierska)